# کاسانا آلیونیو
کاسانا آلیونیو (به ایتالیایی: Cassano all'Ionio) یک کومونه در ایتالیا است که در استان کزنتزا واقع شده‌است. کاسانا آلیونیو ۱۵۴ کیلومتر مربع مساحت و ۱۸٬۶۵۲ نفر جمعیت دارد و ۲۵۰ متر بالاتر از سطح دریا واقع شده‌است.